# 1622
1622. је била проста година.

## Догађаји

### Март
- 22. март — Индијанци су убили око 350 белих насељеника у Вирџинији током Другог англо-поватанског рата.

## Рођења

### Јануар
- 15. јануар — Молијер француски писац и глумац († 1673)

### Јул
- 4. јул — Луарсаб II, карталински кнез и хришћански светитељ († 1587)